# Castrul roman de la Ighiu
Castrul roman de la Ighiu se află în județul Alba, pe vârful dealului Măgulici, situat pe partea dreaptă a râului Ampoi, la aproximativ 1 km amonte de satul Șard.
Fortificația avea rolul de a controla accesul prin defileul Ampoiului spre zonele de minerit aurifere.
Castrul a fost descoperit în anul 1956 de căre Prof.univ. Mihail Macrea.
Forma castrului este clasică, dreptunghiulară (41m x 51m), iar construcția este de tip palisadă și val de pământ, având elemente defensive specifice castrelor de marș: val de pământ - lat de cca. 9 m și înalt de 1,50 m - și șanț exterior cu profil în formă de pană - lat de 2,7 m.  Accesul se realiza pe un drum șerpuit amenajat în coasta dealului.